# Радашин Јунчић
Радашин Јунчић (XV век) био је дубровачки занатлија и сликар.

## Биографија
Радашин Јунчић био је отац сликара Матеја и ректора которске школе Николе.
Радашин је од 1424. за Дубровачку републику радио штитове и лукове, а 1427. израдио је са Радичем Ивановићем 200 штитова пресвучених кожама и осликаних инсигнијама светог Влаха.
Радашин за свог помоћника 1424. узима Радишу Обрадовића из Гацка, а 1427. Радоја Драгосаљића са Неретве. Код дубровачких сликара Божидара Николина (Маркојевића) и Марина Будечевића забележен је 1434. године као проценитељ осликане завесе Томе Прибиловића Прекотуровића.
Сликарска дела Радашина Јунчића нису сачувана. 